# 21-й армейский корпус (Российская империя)
21-й армейский корпус — общевойсковое соединение (армейский корпус) Русской императорской армии. Образован 1 января 1898 года. К 5 августа 1914 года был в составе 3-й армии Юго-Западного фронта.

## Состав
До начала войны входил в Киевский военный округ. Состав на 18.07.1914:
- 33-я пехотная дивизия
  - 1-я бригада
    - 129-й пехотный Бессарабский полк
    - 130-й пехотный Херсонский полк

  - 2-я бригада
    - 131-й пехотный Тираспольский полк
    - 132-й пехотный Бендерский полк

  - 33-я артиллерийская бригада
- 44-я пехотная дивизия
  - 1-я бригада
    - 173-й пехотный Каменецкий полк
    - 174-й пехотный Роменский полк

  - 2-я бригада
    - 175-й пехотный Батуринский полк
    - 176-й пехотный Переволоченский полк

  - 44-я артиллерийская бригада
- 21-й мортирно-артиллерийский дивизион
- 4-й тяжёлый артиллерийский дивизион
- 14-й сапёрный батальон
- 5-й понтонный батальон

## Командование корпуса

### Командиры корпуса
- 01.01.1898 — 03.02.1903 — генерал-лейтенант (с 06.12.1899 генерал от инфантерии) Водар, Александр Карлович
- 04.02.1903 — 01.12.1904 — генерал-лейтенант Кононович-Горбацкий, Пётр Викентьевич
- 16.12.1904 — 02.10.1906 — генерал-лейтенант Драке, Людвиг Людвигович
- 06.10.1906 — 31.01.1909 — генерал-лейтенант Рузский, Николай Владимирович
- 04.02.1909 — 22.04.1914 — генерал-лейтенант (с 06.12.1912 генерал от инфантерии) Чурин, Алексей Евграфович
- 22.04.1914 — 07.10.1915 — генерал от инфантерии Шкинский, Яков Фёдорович
- 24.10.1915 — 02.04.1917 — генерал-лейтенант Широков, Виктор Павлович
- 19.04.1917 — 09.09.1917 — генерал-лейтенант Гулевич, Арсений Анатольевич
- с 30.09.1917 — генерал-майор (с 12.10.1917 генерал-лейтенант) Бредов, Николай Эмильевич
- в январе 1918 - врио командира корпуса Яновский, Александр Яковлевич

### Начальники штаба корпуса
- 29.01.1898 — 26.04.1899 — генерал-майор Ольховский, Пётр Дмитриевич
- 03.06.1899 — 02.11.1902 — генерал-майор Шишковский, Николай Феофилович
- 11.12.1902 — 09.03.1904 — генерал-майор Баланин, Дмитрий Васильевич
- 14.03.1904 — 24.09.1905 — генерал-майор Потоцкий, Пётр Платонович
- 27.11.1905 — 28.11.1908 — генерал-майор Долгов, Дмитрий Александрович
- 19.12.1908 — 29.12.1909 — генерал-майор Саввич, Сергей Сергеевич
- 29.12.1909 — 29.05.1910 — генерал-майор Зандер, Георгий Александрович
- 12.06.1910 — 30.12.1914 — генерал-майор Скерский, Александр Генрихович
- 06.01.1915 — 29.01.1917 — генерал-майор Дорман, Михаил Антонович
- 08.02.1917 — 03.06.1917 — генерал=майор Вихирев, Александр Александрович
- 07.06.1917 — 25.11.1917 — генерал-майор Сапожников, Николай Павлович
- с 01.12.1917 — генерал-майор Елизаров, Николай Степанович
- с декабря 1917 - выборный начальник штаба корпуса Яновский, Александр Яковлевич

### Начальники артиллерии корпуса
В 1910 году должность начальника артиллерии корпуса была заменена должностью инспектора артиллерии
Должность начальника / инспектора артиллерии корпуса соответствовала чину генерал-лейтенанта. Лица, назначаемые на этот пост в чине генерал-майора, являлись исправляющими должность и утверждались в ней одновременно с производством в генерал-лейтенанты
- 01.01.1898 — 02.09.1902 — генерал-лейтенант Будде, Александр Эммануилович
- 06.12.1903 — 17.12.1908 — генерал-майор (с 06.12.1903 генерал-лейтенант) Коптев, Николай Аркадьевич
- 24.01.1909 — 23.04.1910 — генерал-лейтенант Вольский, Рудольф Адольфович фон
- 23.04.1910 — 20.08.1913 — генерал-лейтенант Голицын, Андрей Андреевич
- 27.08.1913 — 23.09.1915 — генерал-лейтенант Долгов, Александр Александрович
- 23.09.1915 — 26.03.1917 — генерал-лейтенант Ромишевский, Модест Владиславович
- 1917 — генерал-майор Жаворонков, Иван Иванович

### Участие в боевых действиях.
Сражался в Рава-Русской операции 1914 г. и Ченстохово-Краковской операции в ноябре того же года. Корпус — активный участник Наревской операции 10 — 20 июля 1915 г.
Корпус отличился в ходе Рижской операции 1917 г.